# Битва при Мирэслэу
Битва при Мирэслэу (рум. Bătălia de la Mirăslău, венг. Miriszlói csata) — сражение Тринадцатилетней войны в Венгрии, состоявшееся 18 сентября 1600 года между валашскими войсками господаря Михая Храброго и венгерскими секеями, с одной стороны, и войсками австрийского генерала графа Джорджо Басты и венгерского дворянства Трансильвании, с другой. Завершилось победой австрийских войск.

## Предыстория
18 октября 1599 года Михай Храбрый одержал победу в битве при Шелимбэре и был коронован князем Трансильвании. Хотя австрийский император Рудольф II хотел, чтобы Михай и генерал Джорджо Баста правили вместе, Михай презрительно относился к Басте. В 1600 году Михай был предан публичному позору, а венгерское дворянство взбунтовалось и собрало армию недалеко от Дьюлафехервара (Алба-Юлия). Войска Басты присоединились к бунтовщикам, и только секеи остались на стороне Михая Храброго, поскольку он защищал их права и свободы, ранее попиравшиеся венгерским дворянством.

## Ход сражения
Баста выдвинул свои войска против валахов, укрепившихся в деревне Мирэслэу, находившейся в нескольких километрах к северу от реки Муреш. Численность валашской армии насчитывала примерно 22 тысячи человек, куда входили в основном наёмники (поляки, секеи, казаки). Баба Новак в центре построения командовал кавалерией. У Басты были в распоряжении 30 тысяч солдат из венгерского дворянства, а также австрийские и немецкие наёмники.
Михай начал битву артобстрелом с холмов, в то время как его основные войска пребывали в деревне и прикрывались 2 тысячами секейских стрелков. На начальной стадии боя после стрельбы венгерское дворянство потеряло много человек убитыми и ранеными, и Михай решил, что легко одержит победу. Однако Баста пошёл на хитрость: вынудив Михая покинуть свои оборонительные позиции, он заставил его преследовать австрийцев. Михай, продолжая преследование, призвал свои войска «погнаться за трусливыми псами» и вывел их с оборонительных позиций, чем и воспользовался Баста. Он бросил в бой тяжёлую кавалерию, смяв войска Михая. Среди валахов началась паника: первыми с поля бежали казаки, устремляясь в сторону Муреша. Баба Новак пытался оказать какое-то сопротивление в центре поля боя со своей кавалерией, но этого было недостаточно. Осознав, что продолжение битвы не приведёт к успеху, Михай сел на коня и поплыл через Муреш.

## Последствия
Валахи потеряли более 5 тысяч убитыми и огромное количество пленными: попавших секеев казнили разгневанные венгерские дворяне. Баста же потерял 1 тысячу убитыми. Поражение Михая Храброго положило конец его правлению в Трансильвании, и Михай был оттуда изгнан польской армией Яна Ходкевича и сбежал в Прагу, чтобы попросить помощи у императора Рудольфа. В 1601 году он вернулся с новой армией и разгромил князя Сигизмунда Батория у Горосло, но был убит Бастой 9 августа 1601 года.
Румынские историки оценивают важнейшим шагом коронацию Михая Храброго как правителя всех трёх румынских земель: Валахии, Молдавии и Трансильвании. Венгерские историки считают правление Михая Храброго всего лишь эпизодом в годы анархии Тринадцатилетней войны, характеризуемым политическими интригами и борьбой за власть среди венгерского дворянства, а также вмешательством Габсбургов и Османской империи в эти распри. После разгрома Михая Храброго распри не прекращались до тех пор, пока в 1604 году Иштван Бочкаи не был коронован князем Трансильвании.